# Macrohelodes niger
Macrohelodes niger is een keversoort uit de familie moerasweekschilden (Scirtidae). De wetenschappelijke naam van de soort werd in 1908 gepubliceerd door Arthur Mills Lea.